# In krakende welstand
In krakende welstand is een Nederlandse film uit 1989 van Mijke de Jong, gebaseerd op een scenario van Jan Eilander en Mijke de Jong. De film heeft als internationale titel Squatter's Delight.
De film won de Filmprijs van de Stad Utrecht tijdens het Nederlands filmfestival van 1989.

## Verhaal
De film draait rond een aantal krakers, die na verloop van tijd uit elkaar groeien. De een heeft relatieproblemen, de andere ziet een carrière als reclameman helemaal zitten. De hoofdpersoon ziet dit allemaal met lede ogen aan en haar protesten worden een obsessie.

## Rolverdeling
| Acteur              | Personage |
| ------------------- | --------- |
| Sophie Hoebrechts   | Eveline   |
| Ottolien Boeschoten | Kaat      |
| Matthias Maat       | Michiel   |
| Angela van der Zon  | Hansje    |